# Bataille de Sakainehara
 (signalé en mai 2025).
Si vous disposez d'ouvrages ou d'articles de référence ou si vous connaissez des sites web de qualité traitant du thème abordé ici, merci de compléter l'article en donnant les références utiles à sa vérifiabilité et en les liant à la section « Notes et références ».
- Archive Wikiwix
- Bing
- Cairn
- DuckDuckGo
- E. Universalis
- Gallica
- Google
- G. Books
- G. News
- G. Scholar
- Persée
- Qwant
- (zh) Baidu
- (ru) Yandex
- (wd) trouver des œuvres sur Wikidata

La bataille de Sakainehara (境根原合戦, Sakainehara Kassen) a lieu le 10 décembre 1478 entre les forces de Chiba Noritane (千葉孝胤) et celles d'Ōta Dōkan et Chiba Yoritane (千葉自胤). La bataille est aussi parfois appelée campagne de Sakainehara (境根原の役 Sakainehara no Eki).

## Source de la traduction
- (en) Cet article est partiellement ou en totalité issu de l’article de Wikipédia en anglais intitulé « Battle of Sakainehara » (voir la liste des auteurs).